# Tillandsia lepidosepala
Tillandsia lepidosepala là một loài thuộc chi Tillandsia. Đây là loài bản địa của México.